# Bhagwantolita
Bhagwantolita là một chi bướm đêm thuộc phân họ Tortricinae của họ Tortricidae.

## Các loài
- Bhagwantolita ganpatii Rose & Pooni, 2003